# Hockey Club La Chaux-de-Fonds
L'Hockey Club La Chaux-de-Fonds (abbreviato HC La Chaux-de-Fonds) è una squadra di hockey su ghiaccio con sede nella città svizzera di La Chaux-de-Fonds, nel Canton Neuchâtel. Fu fondata nel 1919. Milita nella Lega Nazionale B, seconda divisione del campionato svizzero. I colori sociali sono il blu, il giallo e il bianco. Le partite casalinghe vengono disputate presso la Patinoire des Mélèzes, che può contenere 5.800 spettatori.
Nel corso della sua storia la squadra ha conquistato sei campionati svizzeri, sei titoli di Lega Nazionale B e ha vinto per quattro volte il titolo di Prima Lega nel girone Ovest.

## Storia
La squadra, una delle più antiche della Svizzera, fu fondata nel 1919. Negli anni 1950, dopo aver vinto per tre volte la Lega Nazionale B, la squadra poté militare per la prima volta in LNA, dal 1955 al 1958.
All'inizio degli anni 1960 la squadra risalì in breve tempo dalla Prima Lega fino alla Lega Nazionale A. Dal 1968 al 1973 lo Chaux-de-Fonds riuscì nell'impresa di conquistare sei campionati svizzeri consecutivi, oltre a due secondi posti ottenuti nel biennio 1974-1975.
Per tutti gli anni 1980 la squadra militò in LNB, dopo essere stata retrocessa al termine della stagione 1979-80 dalla massima divisione. Dieci anni dopo retrocesse di nuovo in Prima Lega, dove rimase fino al 1993, anno del ritorno in LNB. Dal 1996 al 1998 e nell'annata 2000-2001 lo Chaux-de-Fonds ritornò a giocare in Lega Nazionale A. Dal ritorno in LNB nel 2001 la squadra ottenne per due volte la prima posizione al termine della regular season e conquistò l'accesso a tre finali dei play-off, tuttavia sempre perse.

## Cronologia
- 1918-1921: ?
- 1921-1923: 1º livello
- 1923-1927: ?
- 1927-1928: 1º livello
- 1928-1937: ?

## Palmarès
- Campionato svizzero: 6

1967-68, 1968-69, 1969-70, 1970-71, 1971-72, 1972-73
- Lega Nazionale B: 7

1950-51, 1951-52, 1954-55, 1958-59, 1964-65, 1995-96, 2022-23
- Prima Lega: 4

1961-1962, 1985-1986, 1991-1992, 1992-1993